# Carlos Ezeta
Carlos Basilio´Ezeta (født 14. juni 1852 i San Salvador, død 21. marts 1903 i Mazatlan) var en salvadoransk politiker og præsident.
Fra 22. juni 1890 til 9. juni 1894 var han præsident i El Salvador.